# Otto Olsen
Carl Otto Olsen, född 8 januari 1882 i Köpenhamn, död där 11 februari 1946, var en dansk musiker.
Olsen var elev till Louis Glass, utbildades av honom och i utlandet som pianist och cellist (cellist i Tivolis orkester och vikarierande dirigent där, från 1911). Han uppträdde senare mest som ackompanjatör. Han komponerade Dansk Rhapsodie och andra orkesterstycken samt sånger och cellomusik.